# Kabupaten Karangasem
Kabupaten Karangasem är ett kabupaten (regentskap) i Indonesien.   Det ligger i provinsen Provinsi Bali, i den sydvästra delen av landet, 1 000 km öster om huvudstaden Jakarta. Antalet invånare är 396 487. Kabupaten Karangasem ligger på ön Bali.